# Anaea xenippa
Anaea xenippa is een vlinder uit de familie van de Nymphalidae. De wetenschappelijke naam van de soort is voor het eerst geldig gepubliceerd in 1935 door Hall.